# 台湾人生
『台湾人生』（たいわんじんせい）は、2009年の日本映画。

## 概要
日本統治時代の台湾で青春時代を過ごした、いわゆる「日本語世代」である5人の台湾人が、それぞれの半生を語る。
元新聞記者の酒井充子の初監督作品でもあり、製作には7年にわたる取材を要した。
登場人物のひとり・蕭錦文（1926年生）はビルマ戦線で戦った元日本兵。中華民国総統府と台北二二八紀念館でボランティア解説員を務めている。「観光に訪れる日本人には親しみを感じるが、日本政府に対しては納得していない」「二・二八事件で拷問を受け、白色テロで弟を亡くすという過酷な運命をも乗り越えてきた。今は、台湾や日本の若い人に歴史を伝えることが自分の役割だと思っている」と述べている。

## 出演者
- 楊足妹
- 塔立國普家儒漾
- 陳清香
- 蕭錦文
- 宋定國

## スタッフ
- 監督：酒井充子
- プロデューサー：田辺信道
- 撮影：松根広隆
- 音楽：廣木光一
- 編集：糟谷富美夫
- 録音：田辺信道